# Relics
Relics (с англ. — «Реликвии») — сборник ранних композиций группы Pink Floyd, выпущенный 14 мая 1971 года в Великобритании и 15 июля того же года в США. Первый официальный сборник Pink Floyd. Relics первоначально был издан лейблом Starline, а затем переиздан студией Music for Pleasure в Великобритании; лейблы Harvest Records и Capitol Records распределили продажу альбома в США.
Альбом переиздавался на CD в 1995 году с другой обложкой в виде трёхмерной версии оригинального рисунка-схемы, автором которой был Ник Мэйсон, ударник группы. 

## История создания
Релиз сборника был вызван успехом продаж альбома Atom Heart Mother, который занял позицию № 1 в британских чартах. Relics неоднократно выпускался без надлежащих авторских прав. Один из таких инцидентов с участием EMI произошёл в Австралии, где альбом выпускался без согласия группы. Это привело к снятию альбома с продажи, и в итоге Relics стал редкостью. Однако после переиздания альбома в 1996 году его снова можно легко приобрести.
Вплоть до выпуска The Early Singles (1992) Relics оставался наиболее известным сборником хитов Pink Floyd эпохи Сида Барретта, таких как «Arnold Layne» и «See Emily Play», а также трёх других синглов на стороне «Б».
Композиции «Paint Box», «Julia Dream» и «Careful with That Axe, Eugene» в Relics воспроизводятся в стерео-формате. Кроме того, это единственный сборник, в котором «Paint Box» имеет ту же длину (3:33), что и первоначальная версия. В альбомах The Early Singles (1992), 1967: The First Three Singles (1997) и юбилейном, 40-летнем издании The Piper at the Gates of Dawn (2007) она длиннее и постепенно затихает на протяжении последующих 13 секунд.
Альбом также включает в себя ранее не издававшуюся композицию Роджера Уотерса «Biding My Time», которая до этого исполнялась только на концертах 1969 года («The Man and The Journey»).

## Обложка
Обложка альбома была разработана ударником Ником Мейсоном, являясь, по его мнению, единственной серьёзной вещью, что дало ему обучение в школе архитектуры в Политехникуме Риджент Стрит (Regent Street Polytechnic).
В дополнение к вариациям оригинального образца, альбом был выпущен в нескольких странах с другим оформлением. Четырёхглазое лицо на оригинальной обложке издания в США было антикварной открывалкой для бутылок.
Когда альбом был выпущен на компакт-диске, бывший партнёр из Hipgnosis Сторм Торгерсон представил и подарил Мейсону трёхмерную «реальную» версию изображённого на обложке инструмента. Эта версия рисунка до сих пор висит в офисе Мейсона. Торгерсону и его помощнику Петру Керзону эта мысль пришла в голову после просмотра головы скульптуры, построенной Джоном Робертсоном, которая появилась на обложке альбома The Division Bell.

## Список композиций

### сторона А
1. «Arnold Layne» (Сид Барретт) — 2:56
  - Сингл стороны «А», выпущенный 11 марта 1967 года
2. «Interstellar Overdrive» (Барретт/Роджер Уотерс/Ричард Райт/Ник Мэйсон) — 9:43
  - Из альбома The Piper at the Gates of Dawn 1967
3. «See Emily Play» (Барретт) — 2:53
  - Сингл стороны «А», выпущенный 17 июня 1967 года
4. «Remember a Day» (Райт) — 4:29
  - Из альбома A Saucerful of Secrets 1968
5. «Paint Box» (Райт) — 3:33
  - Выпущен на стороне «Б» сингла «Apples and Oranges», 18 ноября 1967 года

### сторона Б
1. «Julia Dream» (Уотерс) — 2:37
  - Выпущен на стороне «Б» сингла «It Would Be So Nice», 13 апреля 1968 года
2. «Careful with That Axe, Eugene» (Гилмор/Уотерс/Райт/Мэйсон) — 5:45
  - Выпущен на стороне «Б» сингла «Point Me at the Sky», 7 декабря 1968 года
3. «Cirrus Minor» (Роджер Уотерс) — 5:18
  - Из альбома Soundtrack from the Film More 1969
4. «The Nile Song» (Роджер Уотерс) — 3:25
  - Из альбома Soundtrack from the Film More 1969
5. «Biding My Time» (Роджер Уотерс) — 5:18
  - Впервые выпущена в этом альбоме
6. «Bike» (Сид Барретт) — 3:21
  - Из альбома The Piper at the Gates of Dawn 1967